# Resistência Síria
Resistência Síria (em árabe: المقاومة السورية, Al Muqāwamat al-Sūriyah), organização anteriormente conhecida como Frente Popular para a Libertação de Liwa de Iskandarun (em árabe: لتحرير لواء اسكندرون), é um grupo armado sírio pró-governamental que participa na guerra civil e opera no noroeste do país. O grupo é definido ideologicamente como marxista-leninista.

## História
O grupo é liderado por Mihraç Ural (cujo nome é Ali Kayali), membro da comunidade alauita turca de nacionalidade síria, que liderou uma célula rebelde clandestina na província de Hatay, ligada ao DHKP-C.

A actual Resistência Síria está operacional desde 2011, apoiando desde do início o governo de Bashar al-Asad, cooperando com as Forças Armadas da Síria, bem como diversas milícias pró-governo como as Força de Defesa Nacional, Hezbollah ou Partido Social Nacionalista Sírio